# Conjunto Ceará (Fortaleza)

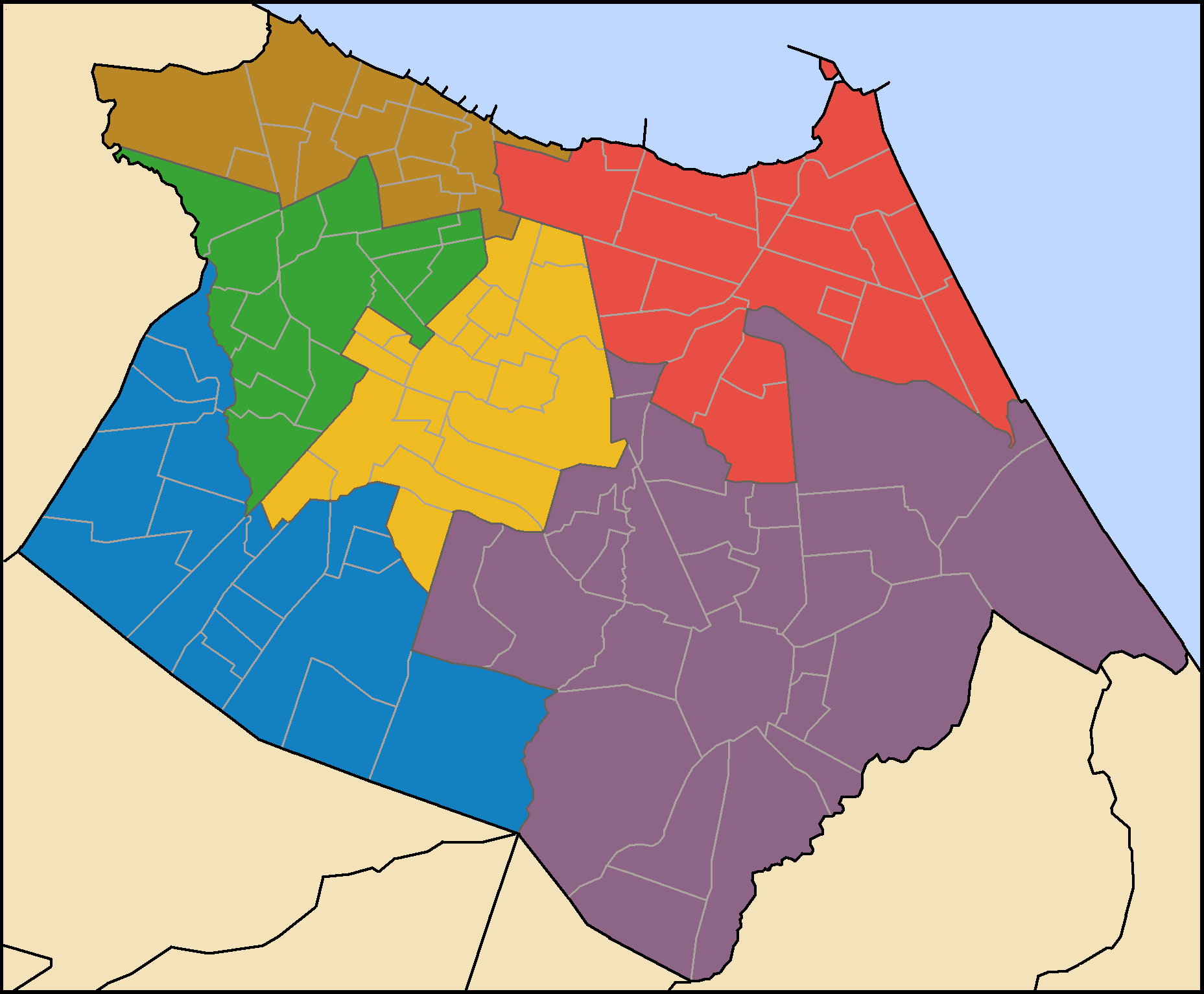
Localisation du SER V (en bleu):
SER I
SER II
SER III
SER IV
SER V
SER VI

Conjunto Ceará est un quartier de la ville de Fortaleza, au Brésil. Il est situé dans le secrétariat exécutif régional (SER) V.

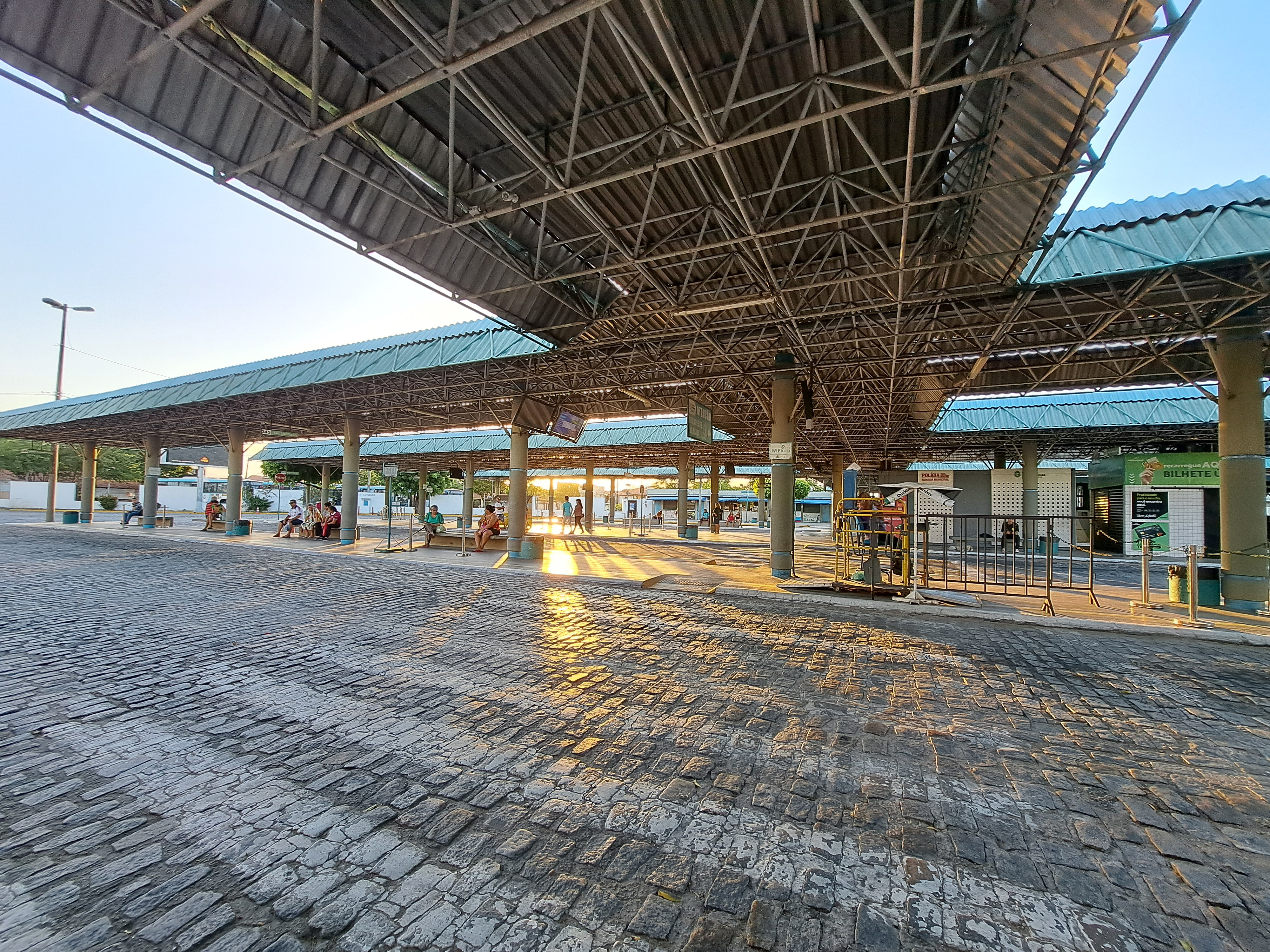
La gare routière.